# MTV Hits (Reino Unido e Irlanda)
MTV Hits fue un canal de televisión por suscripción musical británico, propiedad de Paramount Networks UK & Australia. Fue lanzado el 1 de mayo de 2001 en sustitución de MTV Extra.
Comenzó a transmitirse en pantalla ancha (widescreen) el 28 de marzo de 2012.

## Versiones europeas
En 2014 MTV Hits, así como MTV Rocks UK y MTV Dance UK, tres canales con emisiones en el Reino Unido e Irlanda y cuya transmisión se había expandido a toda Europa, comenzaron a emitir una versión para todo el continente, naciendo así MTV Hits Europe , MTV Rocks Europe y MTV Dance Europe. Estas versiones no tienen comerciales ni programas de televenta. Los canales tienen licencia de la República Checa. 

## Programación
- Today's Top Hits
- Artist: Brand New Vid!
- Newest Videos & Hot Hits!
- The Official UK Top 40
- Official UK Top 20
- The Official UK Download Chart
- The Official UK Chart Update
- The Official UK Streaming Chart
- Official Rewind Chart: 2000-2009
- MTV Rewind Hits

## Logotipos

2004-2005
2007-2010
2010-2011
2011-2013
2013-2017
2017-2021
Desde 2021